# ريموندو بلتران
ريموندو بلتران (بالإسبانية: Raymundo Beltrán)‏ مواليد 23 يوليو 1981 في ولاية سينالوا، المكسيك، هو ملاكم محترف مكسيكي يصنف ضمن فئة وزن خفيف الوسط.

## المسيرة الاحترافية
من نزالاته:
- خسر أمام ترنس كروفورد (2014).
- تعادل مع ريكي بيرنز (2013).
- انتصر على كيم جي هون (2012).

## إحصائيات
خاض خلال مسيرته 47 نزالا، فاز في 36 وتعادل في 1 وخسر في 9. فاز بالضربة القاضية في 22 نزالا.

## روابط خارجية
- ريموندو بلتران على موقع بوكس ريك (الإنجليزية) (registration required)